# Birds of Fire
Birds of Fire är ett musikalbum av Mahavishnu Orchestra. Albumet släpptes i mars 1973 på skivbolaget Columbia Records. Skivan blev den sista med originaluppsättningen av gruppen då trummisen Billy Cobham och violinisten Jerry Goodman slutade efter inspelningarna. På skivomslagets baksida fanns en dikt av gurun Sri Chinmoy. Det här albumet är lite mer varierat och mindre aggressivt än deras debutskiva The Inner Mounting Flame. Det blev också en större internationell framgång än det albumet.

## Låtlista
(alla låtar komponerade av John McLaughlin)
1. "Birds of Fire" - 5:50
2. "Miles Beyond (Miles Davis)" - 4:47
3. "Celestial Terrestrial Commuters" - 2:54
4. "Sapphire Bullets of Pure Love" - 0:24
5. "Thousand Island Park" - 3:23
6. "Hope" - 1:59
7. "One Word" - 9:57
8. "Sanctuary" - 5:05
9. "Open Country Joy" - 3:56
10. "Resolution" - 2:09

## Listplaceringar
| Lista (1973)   | Position             |
| -------------- | -------------------- |
| Finland        | 16                   |
| Kanada         | 5 (RPM)              |
| Norge          | 18 (VG-lista)        |
| Storbritannien | 20 (UK Albums Chart) |
| Sverige        | 9 (Kvällstoppen)     |
| USA            | 15 (Billboard 200)   |
| Västtyskland   | 29                   |